# Görtz bajerska dragonregemente
Görtz bajerska dragonregemente var ett värvat infanteriregemente inom svenska armén som verkade under åren 1706–1707.

## Historia
Görtz bajerska dragonregemente bildades genom delar av Görtz bajerska infanteriregemente, vilket hösten 1706 kraftigt hade reducerats på grund av en strid med överlägsen styrka. Det nya regementet, som även det leddes av Heinrich Wilhelm von Goertz, värvade 1500 man för att nå en fulltalig styrka. År 1707 fråntogs Heinrich Wilhelm von Goertz befälet över regementet och häktades. Heinrich Wilhelm von Goertz avled under tiden i arrest. Regementet kom därefter att 1707 delas i Första dragonregementet samt Andra dragonregementet.

## Förbandschefer
- 1706–1707: Heinrich Wilhelm von Goertz